# Alla Važenina
Alla Ivanovna Važenina (in russo Алла Ивановна Важенина?; Šadrinsk, 29 maggio 1983) è un'ex sollevatrice russa naturalizzata kazaka.

## Palmarès

### Olimpiadi
- 1 medaglia:
  - 1 oro (Pechino 2008 nei 75 kg) a seguito di squalifica Cao Lei per anti-doping

### Campionati asiatici
- 1 medaglia:
  - 1 argento (Kanazawa 2008 nei 75 kg)